# ساموئل هاپکینز آدامز
ساموئل هاپکینز آدامز (انگلیسی: Samuel Hopkins Adams؛ ۲۶ ژانویه ۱۸۷۱ – ۱۶ نوامبر ۱۹۵۸) یک روزنامه‌نگار، نویسنده، پدیدآور، و رمان‌نویس اهل ایالات متحده آمریکا بود.